# Retrato de caballero anciano (El Greco)
Retrato de caballero anciano, o Caballero anciano, es un retrato realizado por el Greco, durante su último período toledano. Actualmente forma parte de las colecciones del Museo Nacional del Prado.

## Análisis de la obra

### Datos técnicos y registrales
- Madrid, Museo Nacional del Prado, n º. de catálogo P000806;[1]
- Pintura al óleo sobre lienzo; 46 x 43 cm;
- fecha de realización: ca.1585-1590 (1587-1600, según el Museo del Prado)
- Firmado con letras griegas en cursiva a la derecha, sobre el hombro izquierdo del personaje: δομήνικος θεοτοκóπουλη (sic) ε'ποíει.
- Catalogado por Harold Wethey con el número 139, y por Tiziana Frati con el 53.[2]

### Descripción
Esta obra no forma parte del conjunto de retratos del Greco procedentes de la quinta del Duque del Arco, pero sus características son parecidas. Cossío cree que este es el retrato que «mejor suscita los rasgos del clásico hidalgo castellano».
El personaje aparece de busto, ante un fondo neutro oscuro, la cabeza un poco ladeada y los ojos ligeramente desviados, mirando al espectador. La luz se concentra en la cabeza, que en el presente lienzo emerge con extraordinaria fuerza sobre una estrecha lechuguilla blanca. Se considera uno de los mejores retratos del Greco, pues consigue plasmar la complejidad del personaje a través de pinceladas finas y gruesas. La extraordinaria expresividad y atractivo de este retrato explican las copias que de él existen.

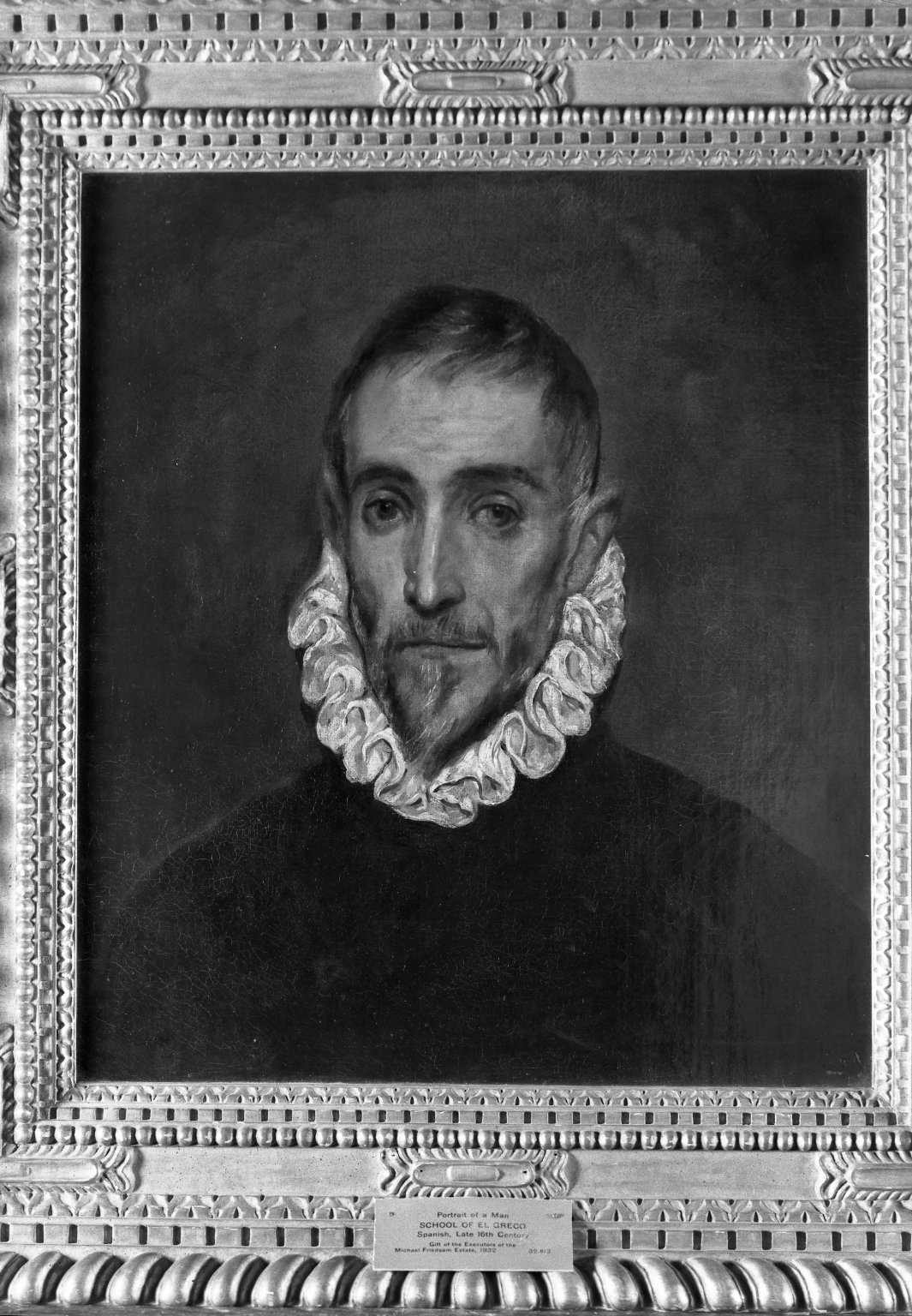
Copia en el Brooklyn Museum

### Procedencia
1. Colección Real (Real Alcázar, Inventarios de 1666, [núm. 476],"media vara en quadro", 1686 y 1701).[6]

## Copias
Se conocen cuatro copias —de dudosa autoría— del original. La más importante es la siguiente:

### Datos técnicos y registrales
- Museo Brooklyn, número de catálogo 32.813;[7]
- Pintura al óleo sobre lienzo;
- Medidas: 20 x 17 1/2 in. (50.8 x 44.5 cm)
- Catalogado por Harold Wethey con la referencia X-164.[8]